# Lämmeralm
Die Lämmeralm ist eine Alm in den Bayerischen Voralpen. Sie liegt im Gemeindegebiet von Rottach-Egern.
Das Almgebiet befindet sich an einem Südwesthang unterhalb des Lämmeralpeneckes und wird im Westen vom Lauf des Wassergrabens begrenzt.
Die Alm wird am einfachsten über einen Fahrweg von der Valepp aus erreicht.
Sie ist als Baudenkmal in Rottach-Egern gelistet.